# Nuytten/Film
Pour plus de détails, voir Fiche technique et Distribution.
Nuytten/Film est un documentaire français réalisé par Caroline Champetier, sorti en 2015.

## Synopsis
« Dans les années 80, Bruno Nuytten était une star de la cinématographie. De Duras à Blier, de Téchiné à Berri, il créait des images qui rendent ces films inoubliables. Lui-même a réalisé trois films puis abandonné le cinéma. J’ai toujours voulu comprendre, sentant confusément la profondeur de cette désertion. De cela et du reste, Bruno et moi avons parlé plusieurs jours. »

— Caroline Champetier

## Fiche technique
- Titre original : Nuytten/Film
- Réalisation : Caroline Champetier
- Photographie : Caroline Champetier, Martin Roux
- Son : Caroline Champetier, Géry Petit
- Montage : Isabelle Prim
- Société(s) de production : Le Fresnoy-Studio national des arts contemporains
- Société(s) de distribution : Le Fresnoy-Studio national des arts contemporains
- Pays d'origine :  France
- Langue originale : français
- Genre : documentaire
- Format : couleur
- Durée : 82 minutes
- Date de sortie : 2015